# Los Pinitos
Los Pinitos är en ort i Mexiko.   Den ligger i kommunen Bochil och delstaten Chiapas, i den sydöstra delen av landet, 700 km öster om huvudstaden Mexico City. Los Pinitos ligger 1 209 meter över havet och antalet invånare är 172.
Terrängen runt Los Pinitos är huvudsakligen kuperad, men österut är den bergig. Los Pinitos ligger nere i en dal. Runt Los Pinitos är det ganska tätbefolkat, med 116 invånare per kvadratkilometer. Närmaste större samhälle är Bochil, 1,1 km nordost om Los Pinitos. I omgivningarna runt Los Pinitos växer huvudsakligen savannskog.